# Derthona Foot Ball Club 1978-1979
Questa pagina raccoglie le informazioni riguardanti il Derthona Foot Ball Club nelle competizioni ufficiali della stagione 1978-1979.

## Stagione
Dopo quattro stagioni in Serie D, nella stagione 1978-1979 il Derthona ha disputato il girone A del campionato di Serie C2 dove ottiene il tredicesimo posto in classifica con 30 punti. Il torneo è stato vinto con 44 punti dalla Sanremese che ha ottenuto la promozione in Serie C1. La seconda promossa è stata l'Aquila Montevarchi avendo vinto lo spareggio a cinque con le altre quattro squadre a pari punti.

## Rosa
| N. |                   | Ruolo | Calciatore           |
| -- | ----------------- | ----- | -------------------- |
|    | Italia (bandiera) | D     | Giuseppe Allegrone   |
|    | Italia (bandiera) | C     | Giovanni Ardemagni   |
|    | Italia (bandiera) | C     | Francesco Bassi      |
|    | Italia (bandiera) | A     | Davide Bettaglio     |
|    | Italia (bandiera) | D     | Valeriano Bisi       |
|    | Italia (bandiera) | D     | Fabrizio Bobbiesi    |
|    | Italia (bandiera) | C     | Graziano Boccasso    |
|    | Italia (bandiera) | C     | Giacomo Bonacina     |
|    | Italia (bandiera) | D     | Giancarlo Consolandi |
|    | Italia (bandiera) | P     | Umberto Domenghini   |

| N. |                   | Ruolo | Calciatore          |
| -- | ----------------- | ----- | ------------------- |
|    | Italia (bandiera) | D     | Vincenzo Genovese   |
|    | Italia (bandiera) | A     | Tullio Gritti       |
|    | Italia (bandiera) | A     | Gianni Milani       |
|    | Italia (bandiera) | P     | Carlo Mogni         |
|    | Italia (bandiera) | D     | Sergio Rossetti     |
|    | Italia (bandiera) | A     | Bruno Russo         |
|    | Italia (bandiera) | C     | Mario Serratore     |
|    | Italia (bandiera) | D     | Antonio Simioniello |
|    | Italia (bandiera) | A     | Roberto Sozzé       |
|    | Italia (bandiera) | P     | Adriano Zanier      |

## Risultati

### Campionato

#### Girone di andata
| 1º ottobre 1978 1ª giornata | Grosseto | 2 – 2 | Derthona |  |

| 8 ottobre 1978 2ª giornata | Derthona | 1 – 3 | Sangiovannese |  |

| 15 ottobre 1978 3ª giornata | Massese | 1 – 0 | Derthona |  |

| 22 ottobre 1978 4ª giornata | Derthona | 0 – 0 | Civitavecchia |  |

| 29 ottobre 1978 5ª giornata | Prato | 2 – 0 | Derthona |  |

| 5 novembre 1978 6ª giornata | Derthona | 1 – 0 | Sanremese |  |

| 12 novembre 1978 7ª giornata | Albese | 4 – 0 | Derthona |  |

| 19 novembre 1978 8ª giornata | Montecatini | 0 – 0 | Derthona |  |

| 26 novembre 1978 9ª giornata | Derthona | 3 – 2 | Olbia |  |

| 3 dicembre 1978 10ª giornata | Cerretese | 4 – 0 | Derthona |  |

| 10 dicembre 1978 11ª giornata | Derthona | 0 – 0 | Carrarese |  |

| 17 dicembre 1978 12ª giornata | Siena | 1 – 0 | Derthona |  |

| 30 dicembre 1978 13ª giornata | Derthona | 3 – 0 | ALMAS |  |

| 7 gennaio 1979 14ª giornata | Montevarchi | 1 – 0 | Derthona |  |

| 14 gennaio 1979 15ª giornata | Derthona | 1 – 0 | Viareggio |  |

| 21 gennaio 1979 16ª giornata | Derthona | 0 – 0 | Imperia |  |

| 28 gennaio 1979 17ª giornata | Savona | 2 – 2 | Derthona |  |

#### Girone di ritorno
| 4 febbraio 1979 18ª giornata | Derthona | 2 – 1 | Grosseto |  |

| 11 febbraio 1979 19ª giornata | Sangiovannese | 2 – 0 | Derthona |  |

| 18 febbraio 1979 20ª giornata | Derthona | 3 – 0 | Massese |  |

| 25 febbraio 1979 21ª giornata | Civitavecchia | 0 – 0 | Derthona |  |

| 4 marzo 1979 22ª giornata | Derthona | 0 – 0 | Prato |  |

| 11 marzo 1979 23ª giornata | Sanremese | 2 – 0 | Derthona |  |

| 25 marzo 1979 24ª giornata | Derthona | 1 – 1 | Albese |  |

| 1º aprile 1979 25ª giornata | Derthona | 0 – 0 | Montecatini |  |

| 8 aprile 1979 26ª giornata | Olbia | 0 – 0 | Derthona |  |

| 22 aprile 1979 27ª giornata | Derthona | 0 – 0 | Cerretese |  |

| 29 aprile 1979 28ª giornata | Carrarese | 1 – 1 | Derthona |  |

| 6 maggio 1979 29ª giornata | Derthona | 0 – 0 | Siena |  |

| 13 maggio 1979 30ª giornata | ALMAS | 1 – 0 | Derthona |  |

| 20 maggio 1979 31ª giornata | Derthona | 1 – 1 | Montevarchi |  |

| 27 maggio 1979 32ª giornata | Viareggio | 0 – 0 | Derthona |  |

| 3 giugno 1979 33ª giornata | Imperia | 0 – 1 | Derthona |  |

| 9 giugno 1979 34ª giornata | Derthona | 0 – 2 | Savona |  |